# USS LST-542
O USS LST-542 foi um navio de guerra norte-americano da classe LST que operou durante a Segunda Guerra Mundial.

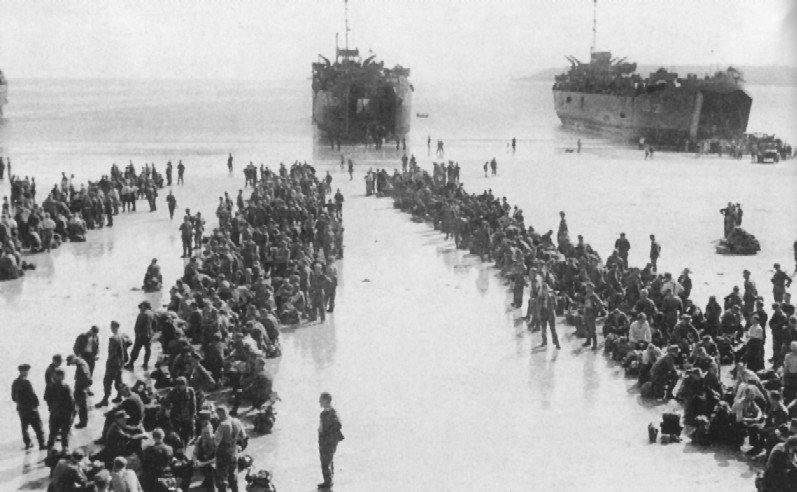
USS LST-527 e USS LST-542.